# Denis Calvaert

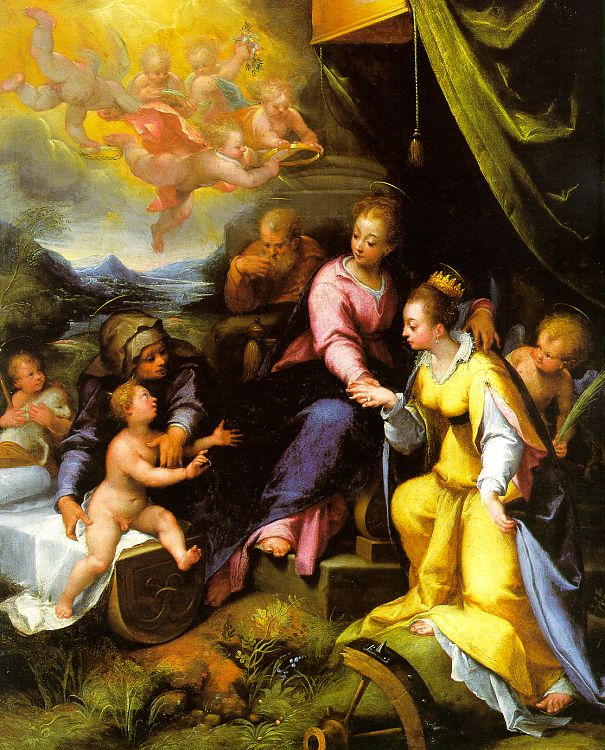
Sankta Katarinas mystiska äktenskap

Denis Calvaert, även Denys/Dionigio Calvaert, kallad il Fiammingo född 1540 i Antwerpen, död 17 mars 1619 i Bologna, var en flamländsk målare av landskap och religiösa motiv.
Calvaert begav sig från Antwerpen till Italien i 20-årsåldern och efter studier i Bologna och Rom grundade han en akademi i Bologna, en föregångare till Carracciakademin. Bland hans elever fanns Francesco Albani, Domenichino och Guido Reni.